# Mundo Deportivo
Mundo Deportivo (ісп. Світ спорту) — іспанська загальнонаціональна щоденна спортивна газета, що виходить у Барселоні .

## Історія
Mundo Deportivo вперше вийшла 1 лютого 1906 року як щотижнева газета, а з 1929 року — щоденна. Це найстаріша спортивна газета, яка досі видається в Іспанії, і друга в Європі, після італійської La Gazzetta dello Sport, яка була заснована в 1896 році.
Mundo Deportive зосереджується, головним чином, на виступах ФК «Барселона», але також охоплює Іспанську баскетбольну лігу (ACB), гонки на мотоциклах Гран-прі та гоночні автомобілі Формули-1 та ін.
Mundo Deportivo, і Sport є головними джерелами новин спорту у Каталонії .